# You’re Not Alone (singel Olive)
You're Not Alone – singel brytyjskiego zespołu Olive. Został wydany w lipcu 1996 roku. Zyskał największą popularność w historii zespołu. Singiel został nagrany w dwóch wersjach: radiowej i zwykłej.

## Szczytowe miejsca
| Szczytowe miejsca | Miejsce |
| ----------------- | ------- |
| Australia         | 40      |
| Belgia            | 13      |
| Kanada            | 56      |
| Dania             | 4       |
| Finlandia         | 9       |
| Francja           | 42      |
| Irlandia          | 3       |
| Holandia          | 24      |
| Szwecja           | 14      |
| Szwajcaria        | 16      |
| Anglia            | 1       |